# Anders Jahan Retzius

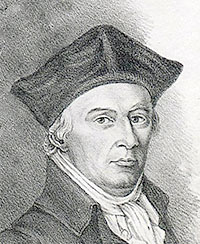
Anders Jahan Retzius.
Litografi 1847.

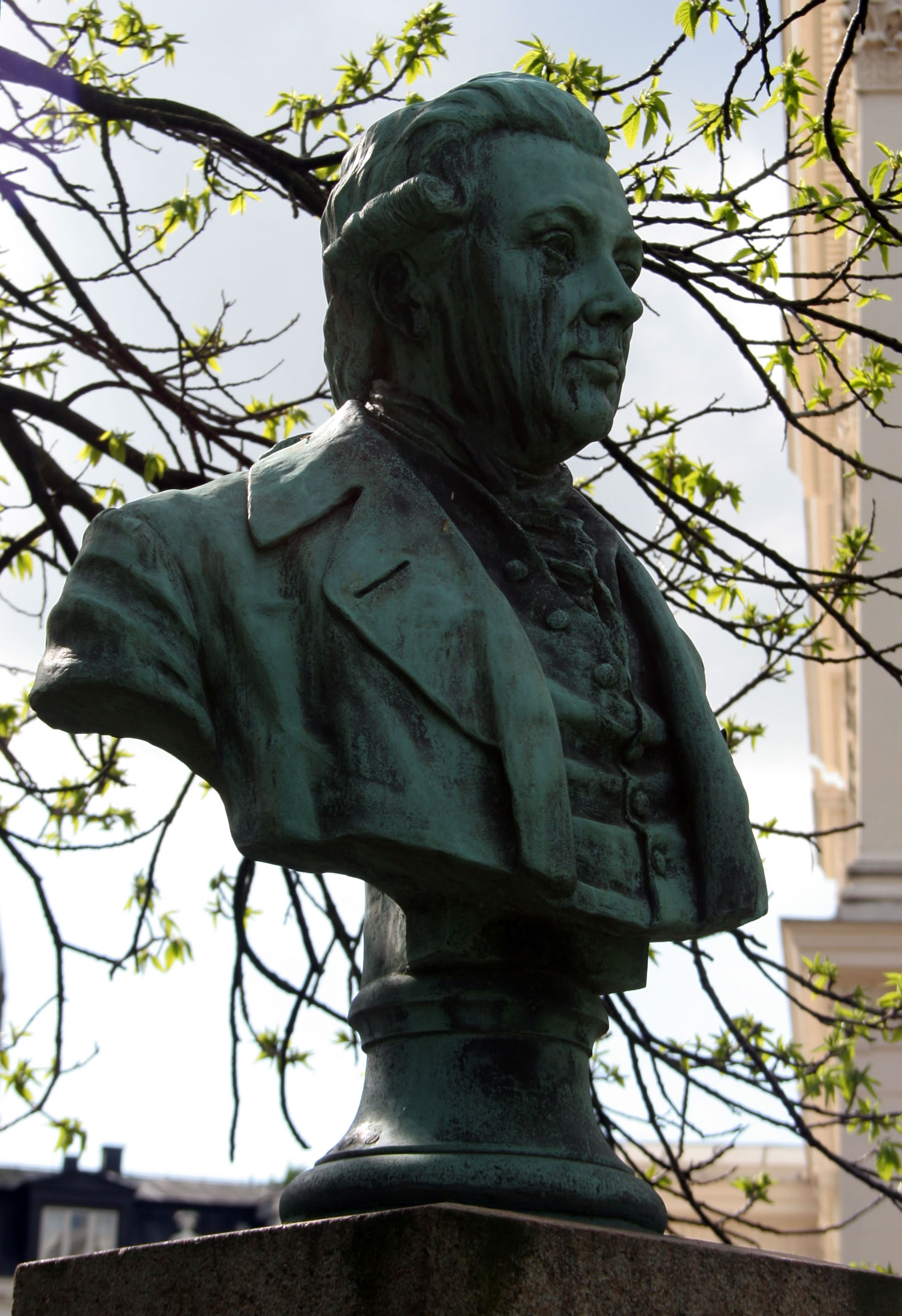
Byst av Anders Jahan Retzius utanför Universitetshuset i Lund

Anders Jahan Retzius, född 3 oktober 1742 i Kristianstad, död 6 oktober 1821 i Stockholm, var en svensk naturforskare.

## Biografi
Anders Jahan Retzius var son till provinsialläkaren Nils Retzius och Lovisa Catharina Schreiber. Han tillhörde en gammal prästsläkt, som tagit sig namnet Retzius (ursprungligen Ressius) efter sjön Ressen i Odensvi, Kalmar län. Han studerade 1758–1759 vid Lunds universitet, men ekonomiska svårigheter nödgade honom att avbryta studierna. Han ägnade sig därefter en tid sig åt apotekaryrket och anlade apoteket i Simrishamn 1762 och drev detta till 1778. Han sålde apoteket till apotekare Linderstedt och återvände till studierna i Lund och utnämndes 1764 till docent i kemi i Lund samt promoverades 1766 till filosofie magister, varvid han innehade andra hedersrummet (ultimus). 1767 blev han docent även i naturalhistorien. Sedan han sålt apoteket vistades han under åren 1768–72 i Stockholm som auskultant i Bergskollegium och fick vid samma tid uppdrag att utarbeta en svensk farmakologi, vilken utgavs 1769 (Korrt begrepp af grunderna till Pharmacien). 
Återkommen till Lund, efter att under sin frånvaro 1771 ha utnämnts till adjunkt i naturalhistorien, stiftade han Fysiografiska sällskapet där och ingöt nytt liv och intresse för naturvetenskaperna. 1777 utnämndes Retzius till e.o. och 1787 till ord. professor i survivans efter Erik Gustaf Lidbeck, och sedan denne erhållit ständig tjänstledighet, tillträdde han 1795 professuren i naturalhistoria och ekonomi, varjämte det 1798 uppdrogs åt honom att föreläsa i kemi. 
Till Lunds universitet skänkte Retzius 1805 en mängd forntida stenredskap. Han förestod universitetets  naturaliesamlingar och sammanbragte själv omkring 1 700 föremål, huvudsakligen ryggradslösa djur, men även 120 kranier och horn, 20 hela skelett, 25 uppstoppade eller spritlagda däggdjur, amfibier och fiskar. Han överlät 1811 sina dyrbara samlingar av naturalier till universitetet, "en gåfva, som gör honom till en af detta universitets största enskilda välgörare". År 1812 erhöll han ständig tjänstledighet, men fortfor ändock att ha inseendet över botaniska trädgården. 
Retzius var en mycket lärd man och en framstående forskare inom många områden av naturvetenskaperna. Linné skall ha satt stort värde på honom och ansett honom för en av sina yppersta lärjungar. Han skydde inga uppoffringar för sin vetenskap och förstod att genom medverkan av resande i främmande länder förskaffa sig det material han behövde för sina vetenskapliga arbeten. Bland dessa märks utom en mängd akademiska disputationer och i lärda sällskaps skrifter intagna avhandlingar: 
- Inledning till djurriket (1772),
- Observationes botanicae (fol.; tr. i Leipzig 1778–91),
- Florae Scandinaviae prodromus (2 bd, 1779; 2:a uppl. 1795),
- Lectiones publicae de vermibus intestinalibus (1784),
- Försök till mineralrikets uppställning (1795; tysk översättning. 1798),
- Faunae Sueciae a Linné inchoatae pars I (Leipzig, 1800),
- Försök till en flora oeconomica (2 dlr, 1806–07).

Retzius var den förste som fäste uppmärksamheten vid de märkvärdiga zoologiska fynden i Skånes torvmossar. Vetenskapsakademien valde honom 1782 till sin ledamot och lät 1842 slå en medalj över honom. Han var dessutom ledamot av Kungliga Vetenskaps- och Vitterhets-Samhället i Göteborg (1778) och Lantbruksakademien (1812) samt en mängd utländska lärda samfund. Retzius var inspektor vid den av Västgöta och Kalmar nationer sammanslagna Götiska nationen i Lund 1798–1812.
Efter Retzius uppkallade Carl Peter Thunberg växtsläktet Retzia. 1906 restes en bronsbyst av Retzius, skulpterad av Walter Runeberg, på Universitetsplatsen i Lund. Retzius är begravd på Solna kyrkogård.
Retzius var gift med Ulrica Beata Prytz. Han var far till Anders Adolf Retzius och Magnus Kristian Retzius.
Auktorsnamnet Retz. kan användas för Anders Jahan Retzius i samband med ett vetenskapligt namn inom botaniken; se Wikipediaartiklar som länkar till auktorsnamnet.